# Fensterfalle

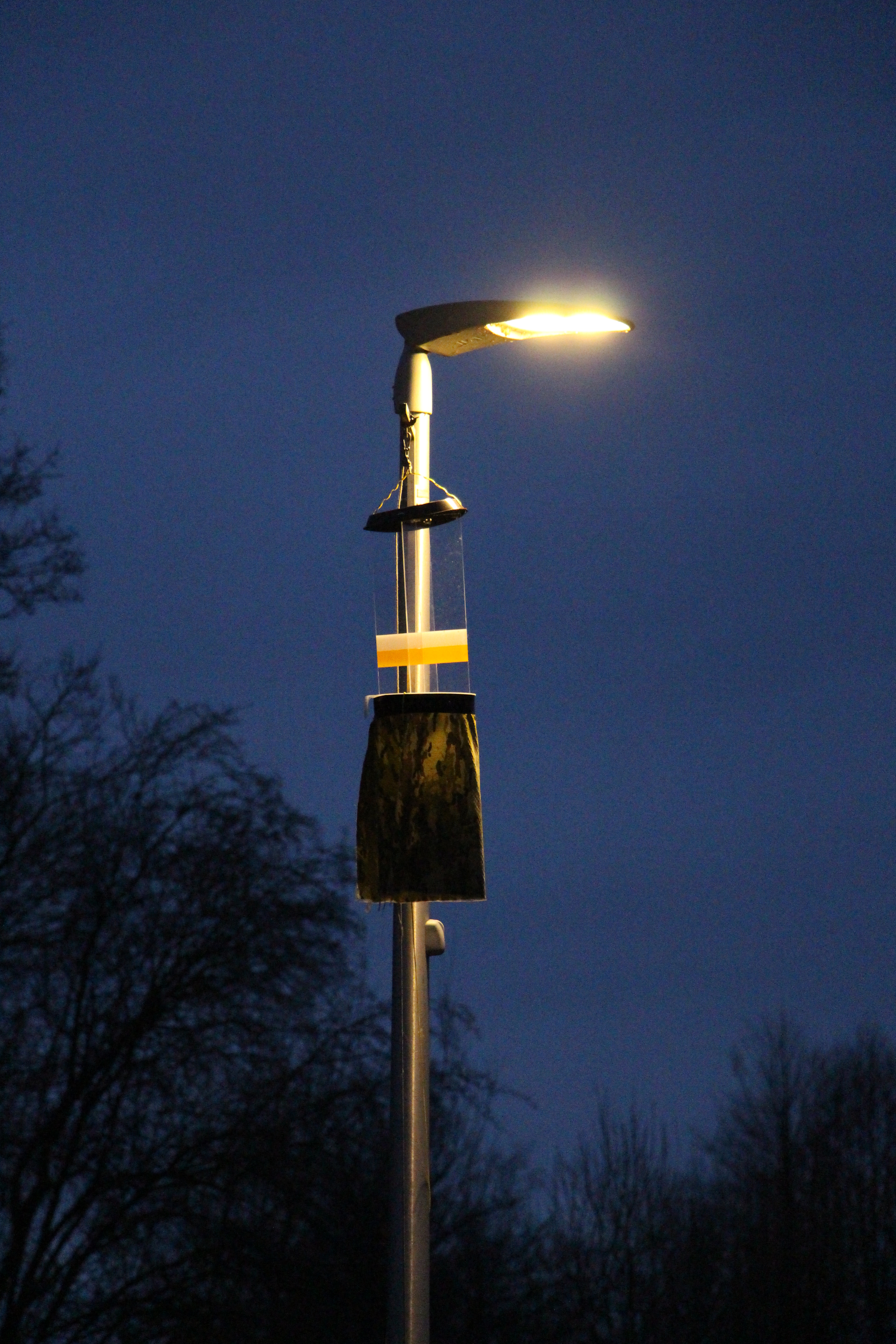
Fensterfalle in einem Forschungsprojekt zur Untersuchung der Auswirkungen von Lichtverschmutzung auf Fluginsekten

Eine Fensterfalle ist eine in der ökologischen Forschung eingesetzte Vorrichtung zum Fang von fliegenden Insekten. Sie wird besonders häufig zum Fang von Käfern eingesetzt, seltener auch für andere Insektenordnungen.

## Bauweise und Funktionsprinzip
In der einfachsten Ausfertigung besteht eine Fensterfalle aus einer durchsichtigen Scheibe (früher Glas, heute in der Regel ein transparenter Kunststoff) mit einer Auffangvorrichtung (einer Schale oder einem Trichter, der in ein Sammelgefäß führt) am unteren Ende, die in dem untersuchten Lebensraum aufgehängt wird. Das Insekt fliegt gegen die von ihm nicht bemerkte Scheibe, fällt herunter und wird unten aufgefangen. Fensterfallen werden normalerweise als Fangautomaten längere Zeit, z. B. eine oder mehrere Wochen, im Lebensraum exponiert und der in dieser Zeit gemachte Fang gesammelt. In diesem Fall ist die Auffangvorrichtung mit einer giftig wirkenden Flüssigkeit ausgerüstet, die die gefangenen Insekten abtötet und konserviert.
Von dieser einfachsten Version der Fensterfalle existieren zahlreiche Abwandlungen. Am weitesten verbreitet ist heute eine Version mit zwei rechtwinklig kreuzenden Scheiben über einem weiten Trichter. Diese hat den Vorteil, dass ihre Fängigkeit weniger stark von der Exposition und der Windrichtung abhängig ist. Eine weitere Variante verwendet feinmaschiges Gazegewebe anstelle der Scheibe, die so weniger windanfällig wird. Eine Variante mit kleinerer Scheibe wird an Baumstämmen befestigt, um sowohl hochkriechende wie im Stammbereich fliegende Insekten, die in den Kronenraum aufsteigen wollen, abzufangen. Es wurden sogar Varianten mit undurchsichtigen Scheiben getestet, die für viele Gruppen vergleichbare Resultate erbrachten. Grund dafür ist vermutlich die relativ geringe Flugleistung und Manövrierfähigkeit vieler kleiner Insekten.
Ein verwandter Fallentyp, der für den Fang von Zweiflüglern und Hautflüglern meist bessere Resultate liefert, aber z. B. für Käfer ungeeignet ist, ist die Malaise-Falle.
Zur Erhöhung der Fängigkeit für spezifische Gruppen kann eine als Fensterfalle wirksame Vorrichtung zusätzlich mit einem Lockstoff, oft einem spezifischen Pheromon, ausgerüstet sein. Nach diesem Prinzip arbeitende Lockstofffallen sind z. B. die im Wald verbreitet eingesetzten Borkenkäfer-Fallen.

## Einsatzgebiet
Fensterfallen dienen vor allem zum Nachweis von Arten, deren Imagines kurzlebig oder sehr selten sind oder die in sonst unzugänglichen Höhen leben. Als Fangautomaten liefern sie Fänge über einen längeren Zeitraum und ergeben so viel mehr Material, als bei direkter Nachsuche erbeutet werden könnte. Ein wichtiges Arbeitsgebiet ist der Fang von Imagines seltener Käferarten, die lange Zeit als (schwer auffindbare und oft unbestimmbare) Larven leben und nur ein kurzlebiges Imaginalstadium von wenigen Tagen Lebensdauer besitzen, das nur solange lebt, bis es einen Paarungspartner und geeigneten Lebensraum für den Nachwuchs gefunden hat. Fensterfallen können in verschiedenen Höhen über dem Grund exponiert, Aufschluss über die Flughöhe der entsprechenden Art liefern. Oft liefern sie auch wertvolle Hinweise, ob eine anatomisch flugfähige Art überhaupt tatsächlich Flugverhalten zeigt. Fensterfallen werden meist in Verbindung mit anderen Methoden wie z. B. Bodenfallen oder Extraktionsmethoden eingesetzt, da eine Methode für sich genommen fast niemals ein vollständiges Artenspektrum liefert.

## Nachteile und Einschränkungen
Während Fensterfallen oft sehr viele Arten liefern, darunter besonders viele, die mit anderen Methoden kaum oder gar nicht nachweisbar wären, ist es bei dieser Methode prinzipiell unmöglich zu sagen, ob ein gefangenes Individuum aus dem untersuchten Lebensraum selbst stammt, oder ob es von außen hereingeflogen oder eingeweht worden ist. Die Methode dient daher vor allem zum Artennachweis größerräumiger Gebiete oder ganzer Landschaften.
Der Einsatz von Fensterfallen ist, wie alle Fangautomaten, technisch recht aufwendig und mit hohem Arbeitsaufwand verbunden. Sie werden daher fast nur in der ökologischen Grundlagenforschung verwendet. Technische Probleme schaffen Wind und Stürme (die die Fallen zerstören können), Regen (der die Fanggefäße überfluten kann) und unerwünschter „Beifang“ (Massenfänge von Arten, die wissenschaftlich nicht ausgewertet werden können oder sollen, oder Fang von Wirbeltieren).
Da Fensterfallen auch, beabsichtigt oder unbeabsichtigt, nach Naturschutzrecht streng geschützte Arten fangen können, muss ihr Einsatz in Deutschland von der Unteren Naturschutzbehörde genehmigt werden.